# Ampulliferina
Ampulliferina är ett släkte av svampar. Ampulliferina ingår i divisionen sporsäcksvampar och riket svampar.